# Katrin Stump

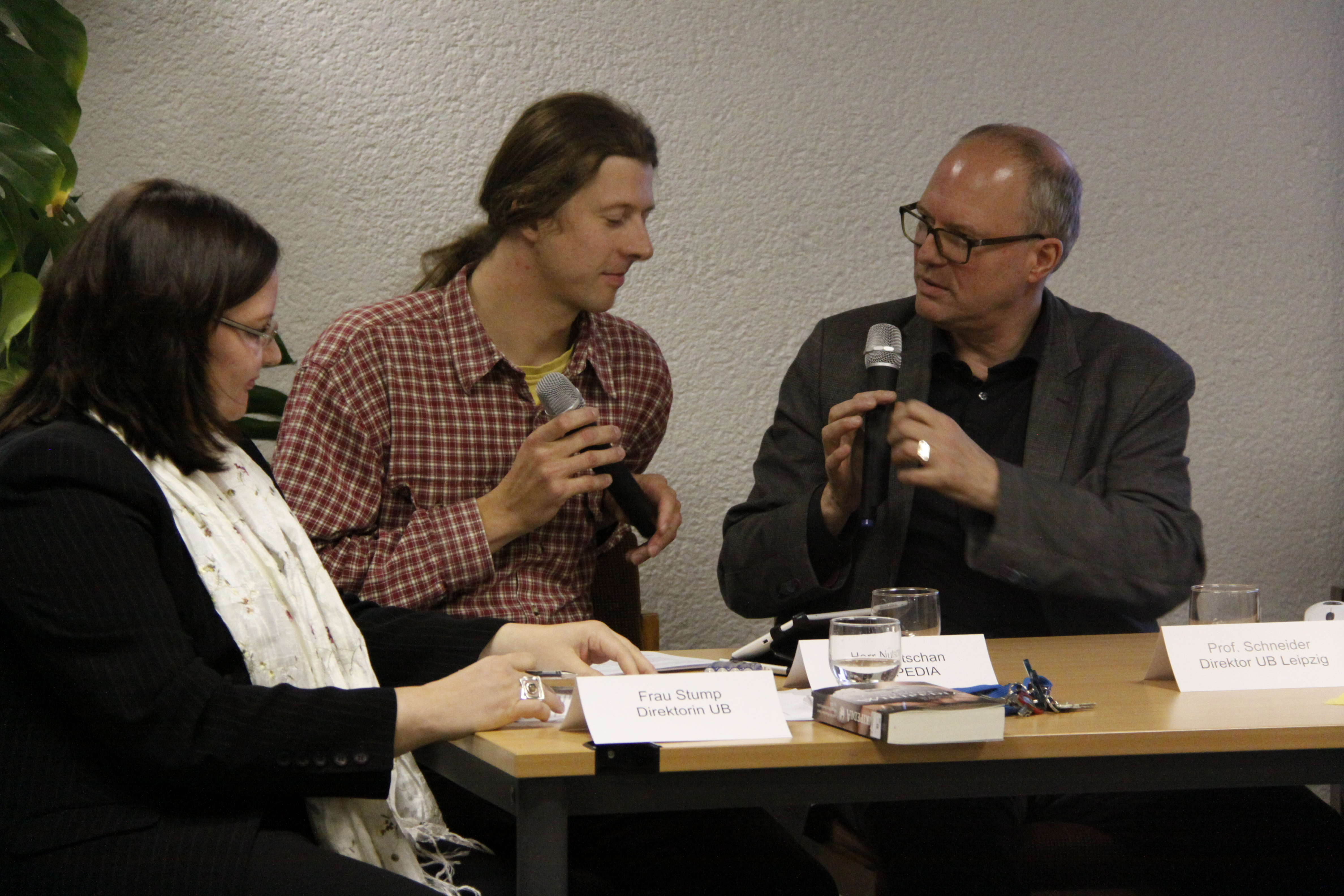
Katrin Stump mit Conrad Nutschan und Ulrich Johannes Schneider in der Universitätsbibliothek der TU Bergakademie Freiberg im November 2011

Katrin Stump (* 1972 in Sonneberg, DDR) ist eine deutsche Bibliothekarin.

## Leben und Werk
Stump wuchs in Riesa auf und machte 1990 das Abitur. Sie studierte Klassische Archäologie und Alte Geschichte an den Universitäten Bamberg und Jena mit dem Abschluss Magister Artium. Von 2001 bis 2003 war sie Wissenschaftliche Mitarbeiterin an der Abteilung Rom des Deutschen Archäologischen Instituts und absolvierte anschließend bis 2005 das Bibliotheksreferendariat an der Herzog August Bibliothek in Wolfenbüttel und der Bayerischen Staatsbibliothek in München. Hier beendete sie die theoretische Ausbildung mit dem zweiten Staatsexamen. Von 2006 bis 2009 leitete sie die Fakultätsbibliothek Theologie der Universität Graz und war dann bis 2014 Leitende Direktorin der Universitätsbibliothek Freiberg. An der Universitätsbibliothek der Technischen Universität Braunschweig wurde sie 2014 Leitende Direktorin.
Sie ist seit 1. Mai 2022 Generaldirektorin der Sächsischen Landesbibliothek – Staats- und Universitätsbibliothek Dresden (SLUB).

## Mitgliedschaften (Auswahl)
- seit 2022: Beirat der Stiftung Preußischer Kulturbesitz
- seit 2022: Mitglied des Wissenschaftlichen Beirats der Technischen Informationsbibliothek (TIB) – Leibniz Informationszentrum Technik und Naturwissenschaften
- seit 2022: Mitglied des Kuratoriums des Bibliotheksservice-Zentrum Baden-Württemberg (BSZ)
- Seit 2021: Mitglied der DEAL-Gruppe für das Projekt DEAL der Allianz der Wissenschaftsorganisationen
- Seit 2019: Mitglied im Stiftungsrat des DIPF Leibniz-Institut für Bildungsforschung und Bildungsinformation
- Seit 2018: Mitglied des Rat für Informationsinfrastrukturen

## Vergangene Mitgliedschaften (Auswahl)
- 2020–2021: Vorsitzende des Ausschusses für Wissenschaftliche Bibliotheken und Informationssysteme (AWBI) der DFG
- 2016–2021: Mitglied des Ausschusses für Wissenschaftliche Bibliotheken und Informationssysteme (AWBI) der DFG
- 2020–2021: Mitglied der Verbundleitung des Gemeinsamen Bibliotheksverbundes (GBV)
- 2018–2019: Vorsitzende des Niedersächsischen Beirats für Bibliotheksangelegenheiten
- 2014–2018: Vorstandsmitglied von Kitodo. Key to digital objects e. V.
- 2010–2014: Vorstandsmitglied des Landesverbandes Sachsen des Deutschen Bibliotheksverbands e. V.[4]

## Veröffentlichungen (Auswahl)
- mit Wolf-Tilo Balke, Kristof Keßler, Anke Tina Krüger, Janus Wawrzinek, Stefan Wulle: PubPharm – Der Fachinformationsdienst Pharmazie. In: Pharmakon Band 6, Nr. 4, 2019, S. 260–267.
- mit Wolf-Tilo Balke, Kristof Keßler, Anke Tina Krüger, Janus Wawrzinek: Fachinformationsdienst Pharmazie. Zwischen Spitzenforschung und verlässlicher Infrastruktur. In: Zeitschrift für Bibliothekswesen und Bibliographie. Band 65, Nr. 2–3, 2018, S. 114–117.
- Kooperation unter dem Dach einer starken Marke. Die Zusammenarbeit der Bibliotheken der TU9, in: Bonte, Achim; Rehnholt, Juliane (Hrsg.): Kooperative Informationsinfrastrukturen als Chance und Herausforderung. Festschrift für Thomas Bürger zum 65. Geburtstag, Berlin/Boston 2018, S. 224–234, doi:10.1515/9783110587524-026.
- zusammen mit Keßler, Kristof; Krüger, Anke Tina; Ghammad, Younès; Wulle Stefan; Balke, Wolf-Tilo: PubPharm - Der Fachinformationsdienst Pharmazie, in: o-bib. Das offene Bibliotheksjournal 3/3 (2016), S. 1–23, doi:10.5282/o-bib/2016H3S1-23.
- Forschungsdaten und Bibliometrie. Neue Services für die Wissenschaft, in: BIS – Das Magazin der Bibliotheken in Sachsen 5/3 (2012), S. 172–175, .
- Die Bibliothek ist tot, es lebe die Bibliothek!, in: BIS – Das Magazin der Bibliotheken in Sachsen 4/2 (2011), S. 71, .
- Bibliothekare „neuen Typs“, in: BIS – Das Magazin der Bibliotheken in Sachsen 2/4 (2009), S. 247–249, .
- Ein Bibliotheksneubau für Freiberg, in: BIS – Das Magazin der Bibliotheken in Sachsen 2/4, S. 224–227, 2009; .